# Marimon i Casulleres
Marimon i Casulleres foren els caps d'una partida de bandolers carlins que atemorien els propietaris i pagesos de la rodalia de Rubió i un ampli territori que s'estenia cap a La Panadella i Santa Coloma de Queralt. Se'ls imputaren robatoris, segrests i assassinats. Un dels seus principals amagatalls coneguts era la Balma d'en Marimon i Casulleres, situada a Rubió, l'Anoia.

## Història
S'havia acabat la Primera Guerra Carlina (1833-1840), la dels 7 anys,  que com la majoria de guerres, va començar fruit de la lluita pel poder entre dues bandes. La gent es va veure embolicada en un bàndol o altre, de manera que normalment els nobles i funcionaris es varen posar de la banda isabelina i els de pressupost més baix de la banda carlina.  
Després d'una guerra no tothom ho té fàcil per tirar endavant. En Marimon i d'en Casulleres varen lluitar a la banda carlina i una vegada acabada la guerra, no varen voler encarar el futur com a perdedors i decidiren continuar fent la guerra pel seu compte. Subsistien rapinyant el que podien a pagesos i als regatons (venedor ambulants de quincalleria) i fins i tot atemorint pobles com Jorba, Copons, Tous, Santa Margarida de Montbui i Miralles.
Durant anys aconseguiren fugir de les Esquadres Catalanes (precedent dels actuals Mossos d'Esquadra) amagant-se amb gran habilitat pels boscos i coves de la Serra de Rubió. Un dels escenaris de la seva activitat fou el Pla de Les Bruixes, gran esplanada rocosa aïllada i de difícil accés, origen de diverses llegendes. Un dels seus recers era una cova amb una estreta obertura d'entrada i una font d'on brolla l'aigua al fons.  
De mica a mica es van anar complicant la vida, ja que com més buscats eren, més grossa la feien. Dels robatoris van passar als segrests i també als assassinats. La seva malifeta més coneguda succeeix l'any 1840, a Cal Perotet al Coll de Guix (Montbui), on assassinaren en Martí Morera -vidu de Rosa Mateu-, i el seu hereu, en Ramon el dia del seu casori. Els van degollar prop de Sant Genis de Jorba. L'àvia, la Rosa Segura de Mateu, oferí als  bandolers -abans que aquest s'enduguessin el gendre i el net- tot el que tenia a canvi que no se’ls emportessin. Els bandolers van acceptar els diners, però se’ls van emportar igualment per assassinar-los.
Aquestes històries van arribar a oïdes del caporal dels Mossos d'Esquadra, Jordi Vidal de l'Arboç, el qual també havia lluitat a la guerra carlina, però a la banda guanyadora. En Vidal seguint les indicacions d'un confident seu, el capellà de Bellprat, Mn. Martí Sant Just, va saber que en Marimon, en Casulleres i la seva partida anirien a la festa major de Rubió per matar l'alcalde.
Així, després d'empaitar-los sense treva durant més de set mesos, una partida de les Esquadres procedent de l'Arboç va aconseguir eliminar-los durant la festa major de Rubió de l'any 1841. Actualment es pot visitar el Pla de les Bruixes i una de les coves, la Balma d'en Marimon i Casulleres, situada a la Serra de Rubió. 
Els Mossos i el sometent els trobaren i els perseguiren fins al Pla de les Bruixes, on acabarien amb la seva 
vida ajudats per un pastor fill de cal Giralt. El pastor es va situar en un turó i amb la seva fona llençà la pedra amb tanta fortuna que trencà
la cama d'en Marimon. I d'aquesta feta, al pastor li va quedar el renom del “Ferotge”.
La crònica dels Mossos obvia la fona del pastor i explica que a en Marimón el va matar el “Valiente cabo José Luis, quien con aquella serenidad que le distinguia, le disparó su escopeta cargada de perdigones”. En Casulleres va morir en mans del mosso Pere Boronat “que le clavo su baioneta pasandolo de parte a parte por medio del cuerpo”.
Els Mossos van portar les despulles d'en Casulleres i en Marimón a la carretera que va d'Els Prats de Rei a Igualada i els van esquarterar en un indret que es diu Casanova. Els van enterrar sota un pi i al pi van marcar-hi una creu.